# Borussia Verein für Leibesübungen 1900 Mönchengladbach 2005-2006
Questa voce raccoglie le informazioni riguardanti il Borussia Verein für Leibesübungen 1900 Mönchengladbach nelle competizioni ufficiali della stagione 2005-2006.

## Stagione
Nella stagione 2005-2006 il Borussia Mönchengladbach, allenato da Horst Köppel, concluse il campionato di Bundesliga al 10º posto. In Coppa di Germania il Borussia Mönchengladbach fu eliminato al secondo turno dall'Hertha Berlino.

## Rosa
| N. |                        | Ruolo | Calciatore        |
| -- | ---------------------- | ----- | ----------------- |
| 1  | Germania (bandiera)    | P     | Darius Kampa      |
| 2  | Danimarca (bandiera)   | D     | Bo Svensson       |
| 3  | Belgio (bandiera)      | D     | Filip Daems       |
| 4  | Danimarca (bandiera)   | D     | Thomas Helveg     |
| 5  | Germania (bandiera)    | C     | Marcell Jansen    |
| 7  | Lussemburgo (bandiera) | D     | Jeff Strasser     |
| 8  | Ungheria (bandiera)    | C     | Krisztián Lisztes |
| 9  | Belgio (bandiera)      | A     | Wesley Sonck      |
| 11 | Germania (bandiera)    | C     | Jörg Böhme        |
| 13 | Portogallo (bandiera)  | D     | Zé António        |
| 14 | Norvegia (bandiera)    | C     | Hassan El-Fakiri  |
| 15 | Brasile (bandiera)     | A     | Kahê              |
| 16 | Belgio (bandiera)      | C     | Bernd Thijs       |
| 18 | Rep. Ceca (bandiera)   | D     | Milan Fukal       |
| 19 | Polonia (bandiera)     | C     | Eugen Polański    |

| N. |                        | Ruolo | Calciatore          |
| -- | ---------------------- | ----- | ------------------- |
| 20 | Danimarca (bandiera)   | D     | Kasper Bøgelund     |
| 21 | Paesi Bassi (bandiera) | C     | Niels Oude Kamphuis |
| 22 | Germania (bandiera)    | C     | Oliver Kirch        |
| 23 | Angola (bandiera)      | A     | Nando Rafael        |
| 24 | Germania (bandiera)    | C     | Peer Kluge          |
| 26 | Stati Uniti (bandiera) | P     | Kasey Keller        |
| 27 | Germania (bandiera)    | A     | Oliver Neuville     |
| 29 | Germania (bandiera)    | C     | Thomas Broich       |
| 31 | Germania (bandiera)    | P     | Michael Melka       |
| 33 | Germania (bandiera)    | D     | Marvin Compper      |
| 35 | Albania (bandiera)     | A     | Bekim Kastrati      |
| 36 | Germania (bandiera)    | C     | Robert Fleßers      |
| 37 | Germania (bandiera)    | D     | Tobias Levels       |
| 40 | Germania (bandiera)    | P     | Stefan Richter      |

## Organigramma societario
Area tecnica
- Allenatore: Horst Köppel
- Allenatore in seconda: Jørn Andersen, Uwe Speidel
- Preparatore dei portieri: Uwe Kamps
- Preparatori atletici:

## Calciomercato

### Sessione estiva
| Acquisti | Acquisti            | Acquisti                       | Acquisti |
| R.       | Nome                | da                             | Modalità |
| -------- | ------------------- | ------------------------------ | -------- |
| A        | Kahê                | Ponte Preta                    |          |
| D        | Kasper Bøgelund     | PSV                            |          |
| C        | Hassan El-Fakiri    | Monaco                         |          |
| C        | Robert Fleßers      | Borussia M'gladbach (juniores) |          |
| D        | Thomas Helveg       | Norwich City                   |          |
| C        | Niels Oude Kamphuis | Schalke 04                     |          |
| D        | Zé António          | Académica                      |          |

| Cessioni | Cessioni            | Cessioni          | Cessioni |
| R.       | Nome                | da                | Modalità |
| -------- | ------------------- | ----------------- | -------- |
| A        | Marek Heinz         | Galatasaray       |          |
| C        | Ivo Ulich           | Vissel Kōbe       |          |
| C        | Markus Hausweiler   | Duisburg          |          |
| C        | Bernd Korzynietz    | Arminia Bielefeld |          |
| D        | Marcelo Pletsch     | Kaiserslautern    |          |
| D        | Craig Moore         | Newcastle Utd     |          |
| D        | Sebastian Plate     | Preußen Münster   |          |
| P        | Sead Ramović        | Kickers Offenbach |          |
| A        | Joris Van Hout      | Bochum            |          |
| D        | Nico Van Kerckhoven | Westerlo          |          |

### Sessione invernale
| Acquisti | Acquisti     | Acquisti       | Acquisti |
| R.       | Nome         | da             | Modalità |
| -------- | ------------ | -------------- | -------- |
| A        | Nando Rafael | Hertha Berlino |          |
| D        | Bo Svensson  | Copenaghen     |          |

| Cessioni | Cessioni       | Cessioni       | Cessioni |
| R.       | Nome           | da             | Modalità |
| -------- | -------------- | -------------- | -------- |
| A        | Václav Svěrkoš | Hertha Berlino |          |

## Risultati

### Bundesliga

#### Girone di andata
| Arbitro: | Gräfe |

|                                |           |  |
| Hargreaves 28’ Makaay 86’, 89’ | Marcatori |  |

| Arbitro: | Wagner |

|              |           |           |
| Bøgelund 90’ | Marcatori | 41’ Hanke |

| Arbitro: | Weiner |

|          |           |              |
| Sand 53’ | Marcatori | 42’ Bøgelund |

| Arbitro: | Meyer |

|                         |           |           |
| Neuville 5’ António 66’ | Marcatori | 9’ Möhrle |

| Arbitro: | Merk |

|                           |           |                     |
| Podolski 12’ Schlicke 29’ | Marcatori | 81’ (rig.) Neuville |

| Arbitro: | Gräfe |

|                               |           |           |
| Broich 53’ Baumann 60’ (aut.) | Marcatori | 21’ Damme |

| Arbitro: | Brych |

|  |           |                        |
|  | Marcatori | 32’ Kluge 68’ Neuville |

| Arbitro: | Perl |

|             |           |  |
| António 32’ | Marcatori |  |

| Arbitro: | Drees |

|                     |           |           |
| Strasser 89’ (aut.) | Marcatori | 17’ Kluge |

| Arbitro: | Gagelmann |

|                                                   |           |            |
| Strasser 11’ El-Fakiri 32’ Kluge 45’ Neuville 86’ | Marcatori | 14’ Sanogo |

| Arbitro: | Stark |

|                       |           |              |
| Kehl 22’ Smolarek 90’ | Marcatori | 90’ Neuville |

| Mönchengladbach 6 novembre 2005, ore 17:30 CET 12ª giornata | Borussia M'gladbach | 0 – 0 referto | Amburgo | Borussia-Park (53 466 spett.)\| Arbitro: \| Brych \| |
| Arbitro:                                                    | Brych               |               |         |                                                      |

| Arbitro: | Wack |

|              |           |           |
| Polański 14’ | Marcatori | 4’ Rolfes |

| Arbitro: | Perl |

|                       |           |                              |
| Baştürk 68’ Kovač 76’ | Marcatori | 6’ Kahê 12’ (aut.) Friedrich |

| Arbitro: | Fandel |

|  |           |          |
|  | Marcatori | 62’ Nikl |

| Arbitro: | Kircher |

|             |           |          |
| Štajner 67’ | Marcatori | 49’ Kahê |

| Arbitro: | Merk |

|                                          |           |                           |
| Jansen 45’ Neuville 77’, 82’ Svěrkoš 88’ | Marcatori | 16’, 22’ Copado 90’ Chris |

#### Girone di ritorno
| Arbitro: | Merk |

|           |           |                             |
| Sonck 56’ | Marcatori | 13’, 69’ Makaay 55’ Ballack |

| Arbitro: | Kinhöfer |

|                         |           |  |
| Klimowicz 41’ Hanke 64’ | Marcatori |  |

| Mönchengladbach 8 febbraio 2006, ore 20:00 CET 20ª giornata | Borussia M'gladbach | 0 – 0 referto | Schalke 04 | Borussia-Park (51 026 spett.)\| Arbitro: \| Fleischer \| |
| Arbitro:                                                    | Fleischer           |               |            |                                                          |

| Arbitro: | Fandel |

|           |           |              |
| Lavrič 4’ | Marcatori | 19’ Svensson |

| Arbitro: | Weiner |

|                              |           |  |
| Lell 54’ (aut.) Neuville 75’ | Marcatori |  |

| Arbitro: | Sippel |

|                       |           |  |
| Klose 16’ Klasnić 26’ | Marcatori |  |

| Arbitro: | Perl |

|                      |           |  |
| Jansen 33’ Sonck 64’ | Marcatori |  |

| Arbitro: | Brych |

|                          |           |  |
| Thurk 61’, 87’ Zidan 68’ | Marcatori |  |

| Arbitro: | Kinhöfer |

|           |           |           |
| Fukal 69’ | Marcatori | 75’ Cacau |

| Arbitro: | Gagelmann |

|                             |           |  |
| Altıntop 31’, 32’ Skela 65’ | Marcatori |  |

| Arbitro: | Merk |

|                |           |                    |
| Rafael 6’, 34’ | Marcatori | 16’ (rig.) Rosický |

| Arbitro: | Kircher |

|                                       |           |  |
| van der Vaart 34’ (rig.) Takahara 90’ | Marcatori |  |

| Arbitro: | Rafati |

|                 |           |              |
| Rolfes 11’, 84’ | Marcatori | 48’ Neuville |

| Arbitro: | Wack |

|                              |           |                       |
| Chahed 10’ (aut.) Broich 82’ | Marcatori | 16’ Baştürk 86’ Kovač |

| Arbitro: | Weiner |

|                                                   |           |                       |
| Vittek 14’, 65’ Polák 59’ Saenko 86’ Kießling 88’ | Marcatori | 34’ António 37’ Sonck |

| Arbitro: | Gagelmann |

|                      |           |                              |
| Jansen 77’ Sonck 83’ | Marcatori | 13’ Mertesacker 89’ Vinícius |

| Arbitro: | Fleischer |

|  |           |                         |
|  | Marcatori | 56’ Neuville 90’ Rafael |

### Coppa di Germania
| Arbitro: | Kempter |

|  |           |                                      |
|  | Marcatori | 46’ Heinz 49’ El-Fakiri 79’ Kastrati |

| Arbitro: | Meyer |

|                              |           |  |
| Fathi 35’ Cairo 51’ Marx 80’ | Marcatori |  |

## Statistiche

### Statistiche di squadra
| Competizione      | Punti | In casa | In casa | In casa | In casa | In casa | In casa | In trasferta | In trasferta | In trasferta | In trasferta | In trasferta | In trasferta | Totale | Totale | Totale | Totale | Totale | Totale | DR |
| Competizione      | Punti | G       | V       | N       | P       | Gf      | Gs      | G            | V            | N            | P            | Gf           | Gs           | G      | V      | N      | P      | Gf     | Gs     | DR |
| ----------------- | ----- | ------- | ------- | ------- | ------- | ------- | ------- | ------------ | ------------ | ------------ | ------------ | ------------ | ------------ | ------ | ------ | ------ | ------ | ------ | ------ | -- |
| Bundesliga        | 42    | 17      | 8       | 7       | 2       | 27      | 18      | 17           | 2            | 5            | 10           | 15           | 32           | 34     | 10     | 12     | 12     | 42     | 50     | -8 |
| Coppa di Germania | -     | 0       | 0       | 0       | 0       | 0       | 0       | 2            | 1            | 0            | 1            | 3            | 3            | 2      | 1      | 0      | 1      | 3      | 3      | 0  |
| Totale            | 42    | 17      | 8       | 7       | 2       | 27      | 18      | 19           | 3            | 5            | 11           | 18           | 35           | 36     | 11     | 12     | 13     | 45     | 53     | -8 |

### Andamento in campionato
| Giornata  | 1  | 2  | 3  | 4  | 5  | 6  | 7 | 8 | 9 | 10 | 11 | 12 | 13 | 14 | 15 | 16 | 17 | 18 | 19 | 20 | 21 | 22 | 23 | 24 | 25 | 26 | 27 | 28 | 29 | 30 | 31 | 32 | 33 | 34 |
| --------- | -- | -- | -- | -- | -- | -- | - | - | - | -- | -- | -- | -- | -- | -- | -- | -- | -- | -- | -- | -- | -- | -- | -- | -- | -- | -- | -- | -- | -- | -- | -- | -- | -- |
| Luogo     | T  | C  | T  | C  | T  | C  | T | C | T | C  | T  | C  | C  | T  | C  | T  | C  | C  | T  | C  | T  | C  | T  | C  | T  | C  | T  | C  | T  | T  | C  | T  | C  | T  |
| Risultato | P  | N  | N  | V  | P  | V  | V | V | N | V  | P  | N  | N  | N  | P  | N  | V  | P  | P  | N  | N  | V  | P  | V  | P  | N  | P  | V  | P  | P  | N  | P  | N  | V  |
| Posizione | 17 | 14 | 16 | 11 | 13 | 10 | 7 | 6 | 5 | 5  | 5  | 6  | 6  | 7  | 7  | 6  | 7  | 7  | 8  | 9  | 9  | 8  | 9  | 6  | 7  | 9  | 10 | 8  | 9  | 10 | 9  | 10 | 10 | 10 |

Legenda:

Luogo: C = Casa; T = Trasferta. Risultato: V = Vittoria; N = Pareggio; P = Sconfitta.

### Statistiche dei giocatori
| Giocatore    | Bundesliga | Bundesliga | Bundesliga  | Bundesliga | Coppa di Germania | Coppa di Germania | Coppa di Germania | Coppa di Germania | Totale   | Totale | Totale      | Totale     |
| Giocatore    | Presenze   | Reti       | Ammonizioni | Espulsioni | Presenze          | Reti              | Ammonizioni       | Espulsioni        | Presenze | Reti   | Ammonizioni | Espulsioni |
| ------------ | ---------- | ---------- | ----------- | ---------- | ----------------- | ----------------- | ----------------- | ----------------- | -------- | ------ | ----------- | ---------- |
| Z. António   | 34         | 3          | 2           | 0          | 2                 | 0                 | 0                 | 0                 | 36       | 3      | 2           | 0          |
| T. Broich    | 28         | 2          | 1           | 0          | 1                 | 0                 | 0                 | 0                 | 29       | 2      | 1           | 0          |
| J. Böhme     | 1          | 0          | 0           | 0          | 0                 | 0                 | 0                 | 0                 | 1        | 0      | 0           | 0          |
| K. Bøgelund  | 16         | 2          | 4           | 0          | 2                 | 0                 | 0                 | 0                 | 18       | 2      | 4           | 0          |
| M. Compper   | 5          | 0          | 2           | 0          | 0                 | 0                 | 0                 | 0                 | 5        | 0      | 2           | 0          |
| F. Daems     | 22         | 0          | 6           | 0          | 2                 | 0                 | 1                 | 0                 | 24       | 0      | 7           | 0          |
| G. Élber     | 4          | 0          | 0           | 0          | 1                 | 0                 | 0                 | 0                 | 5        | 0      | 0           | 0          |
| H. El-Fakiri | 31         | 1          | 3           | 0          | 2                 | 1                 | 0                 | 0                 | 33       | 2      | 3           | 0          |
| R. Fleßers   | 3          | 0          | 1           | 0          | 0                 | 0                 | 0                 | 0                 | 3        | 0      | 1           | 0          |
| M. Fukal     | 25         | 1          | 8           | 0          | 2                 | 0                 | 2                 | 0                 | 27       | 1      | 10          | 0          |
| M. Heinz     | 3          | 0          | 0           | 0          | 1                 | 1                 | 1                 | 0                 | 4        | 1      | 1           | 0          |
| T. Helveg    | 5          | 0          | 1           | 0          | 0                 | 0                 | 0                 | 0                 | 5        | 0      | 1           | 0          |
| M. Jansen    | 32         | 3          | 6           | 0          | 1                 | 0                 | 0                 | 0                 | 33       | 3      | 6           | 0          |
| K. Kahê      | 27         | 2          | 0           | 0          | 1                 | 0                 | 0                 | 0                 | 28       | 2      | 0           | 0          |
| D. Kampa     | 1          | 0          | 0           | 0          | 0                 | 0                 | 0                 | 0                 | 1        | 0      | 0           | 0          |
| N. Kamphuis  | 12         | 0          | 5           | 1          | 1                 | 0                 | 0                 | 0                 | 13       | 0      | 5           | 1          |
| B. Kastrati  | 4          | 0          | 0           | 0          | 1                 | 1                 | 0                 | 0                 | 5        | 1      | 0           | 0          |
| K. Keller    | 33         | 0          | 1           | 0          | 2                 | 0                 | 0                 | 0                 | 35       | 0      | 1           | 0          |
| O. Kirch     | 0          | 0          | 0           | 0          | 0                 | 0                 | 0                 | 0                 | 0        | 0      | 0           | 0          |
| P. Kluge     | 28         | 3          | 5           | 0          | 2                 | 0                 | 0                 | 0                 | 30       | 3      | 5           | 0          |
| T. Levels    | 0          | 0          | 0           | 0          | 0                 | 0                 | 0                 | 0                 | 0        | 0      | 0           | 0          |
| K. Lisztes   | 5          | 0          | 1           | 0          | 1                 | 0                 | 0                 | 0                 | 6        | 0      | 1           | 0          |
| M. Melka     | 0          | 0          | 0           | 0          | 0                 | 0                 | 0                 | 0                 | 0        | 0      | 0           | 0          |
| O. Neuville  | 34         | 10         | 4           | 0          | 1                 | 0                 | 0                 | 0                 | 35       | 10     | 4           | 0          |
| E. Polański  | 21         | 1          | 7           | 1          | 1                 | 0                 | 1                 | 0                 | 22       | 1      | 8           | 1          |
| N. Rafael    | 14         | 3          | 2           | 0          | 0                 | 0                 | 0                 | 0                 | 14       | 3      | 2           | 0          |
| S. Richter   | 0          | 0          | 0           | 0          | 0                 | 0                 | 0                 | 0                 | 0        | 0      | 0           | 0          |
| W. Sonck     | 14         | 4          | 1           | 0          | 0                 | 0                 | 0                 | 0                 | 14       | 4      | 1           | 0          |
| J. Strasser  | 26         | 1          | 9           | 0          | 1                 | 0                 | 0                 | 0                 | 27       | 1      | 9           | 0          |
| B. Svensson  | 13         | 1          | 0           | 0          | 0                 | 0                 | 0                 | 0                 | 13       | 1      | 0           | 0          |
| V. Svěrkoš   | 13         | 1          | 2           | 0          | 2                 | 0                 | 0                 | 0                 | 15       | 1      | 2           | 0          |
| B. Thijs     | 15         | 0          | 4           | 0          | 1                 | 0                 | 0                 | 0                 | 16       | 0      | 4           | 0          |